# Корбукова, Нелли Алексеевна
Не́лли Алексе́евна Корбуко́ва (в девичестве Ефре́мова; 3 июня 1962, Москва — 29 апреля 2019, там же) — советская гребчиха-байдарочница, выступала за сборную СССР в 1980-х годах. Призёр чемпионатов мира, победительница турнира «Дружба-84», многократная чемпионка национальных первенств. На соревнованиях представляла ВДСО Профсоюзов. Заслуженный мастер спорта СССР (1984). Также известна как преподавательница МГУПП, кандидат педагогических наук.

## Биография
Нелли Ефремова родилась 3 июня 1962 года в Москве. Активно заниматься греблей начала в раннем детстве, состояла в команде столичного добровольного спортивного общества Профсоюзов. Серьёзного успеха добилась в 1982 году, когда впервые вошла в основной состав сборной СССР и благодаря череде удачных выступлений удостоилась права защищать честь страны на чемпионате мира в югославском Белграде, где завоевала серебряную медаль в программе байдарок-четвёрок на дистанции 500 метров. Год спустя выиграла две золотые медали всесоюзного первенства, в полукилометровой гонке среди двоек и четвёрок. Побывала на первенстве мира в финском Тампере, откуда привезла ещё одну награду серебряного достоинства — с четырёхместным экипажем была второй в заплыве на пятьсот метров.
В 1984 году Ефремова одержала очередную победу на первенстве Советского Союза, на одноместной байдарке одолела всех соперниц в зачёте эстафеты 4 × 500 м. Рассматривалась как основная кандидатка на участие в летних Олимпийских играх в Лос-Анджелесе, однако руководство страны по политическим причинам бойкотировало эту Олимпиаду. Вместо этого она выступила на международном турнире стран социалистического лагеря «Дружба-84» в ГДР и выиграла там золото в полукилометровой дисциплине. За это достижение по итогам сезона удостоена почётного звания «Заслуженный мастер спорта СССР».
Сезон 1985 года получился не менее успешным для Ефремовой, она пополнила медальную коллекцию ещё тремя наградами всесоюзного первенства, была лучшей в гонках на 500 метров среди одиночек, двоек и четвёрок. На чемпионате мира в бельгийском городе Мехелен взяла на той же дистанции две бронзы, с одиночной байдаркой и с четвёркой. Год спустя (уже под фамилией Корбукова) представляла страну на первенстве мира в канадском Монреале, стала бронзовым призёром на полукилометровой дистанции с двухместным экипажем и с четырёхместным. Пыталась пройти отбор на Олимпийские игры в Сеул, но не смогла этого сделать, после чего в её карьере наступил небольшой перерыв. В 1990 году вернулась в основной состав советской сборной, выиграв три золотые медали первенства СССР: с двойкой и четвёркой на 500 метров, а также с двойкой на 5000 метров. На чемпионате мира в польской Познани с двухместной байдаркой добыла бронзу в заплыве на пять километров.
Несмотря на завершение карьеры спортсменки и уход из большого спорта, Нелли Корбукова впоследствии продолжила тренироваться, представляла Россию на различных второстепенных турнирах по всему миру, в том числе ветеранских — являлась, в частности, восьмикратной чемпионкой Всемирных игр ветеранов в Портленде. Преподавала в Московском государственном университете пищевых производств, доцент кафедры, кандидат педагогических наук.